# Hoplophorella ensifera
Hoplophorella ensifera är en kvalsterart som beskrevs av Sandór Mahunka 1985. Hoplophorella ensifera ingår i släktet Hoplophorella och familjen Phthiracaridae. Inga underarter finns listade i Catalogue of Life.